# Special Olympics Zypern
Special Olympics Zypern (in Zypern Special Olympics Cyprus genannt)  ist der zyprische Verband von Special Olympics International mit Sitz in Nikosia. Der Verband hat sich zur Aufgabe gemacht, Menschen mit geistiger Beeinträchtigung ganzjährig sportliche Aktivitäten und Wettkämpfe in möglichst vielen olympischen Sportarten anzubieten, um sie dabei zu unterstützen, ihr Selbstvertrauen, ihre Selbstachtung und ihre Geselligkeit zu entwickeln. Zusätzlich betreut der Verband die zypriotischen Athletinnen und Athleten bei den national und international stattfindenden Special Olympics Wettkämpfen.

## Geschichte
1983 fanden zum ersten Mal Wettkämpfe für geistig beeinträchtigte Athletinnen und Athleten in Zypern statt. 1986 wurde der Verband Special Olympics Cyprus (Ειδικοί Ολυμπιακοί Κύπρου) gegründet, der sowohl Teil des zyprischen Olympischen Komitees war, als auch zu Special Olympics International gehörte. Der Verband war als gemeinnütziger Verein durch die Arbeit von Freiwilligen aktiv und organisierte seit 1987 Special Olympics Sportwettkämpfe. 2015 wurde der Verband umbenannt (Κυπριακή Ομοσπονδία Ειδικών Ολυμπιακών (ΚΟΕΟ)) und zu einem Sportbund, der von einem zwölfköpfigen Vorstand geleitet wird. Präsidentin des Sportbundes ist Maria Vasiliadou (Stand 2022). Weiterhin stützt sich Special Olympics Cyprus auf die Arbeit von Freiwilligen.
Special Olympics Cyprus erhält die Unterstützung von verschiedenen Institutionen. Eine davon ist die zyprische Polizei, die 2022 sowohl Sponsor, als auch Mitveranstalterin des Law Enforcement Torch Run, einem Fackellauf, ist. Der Lauf geht auf den amerikanischen Polizisten Richard LaMunyon aus dem US-Bundesstaat Kansas zurück. LaMunyon initiierte den Lauf 1981 an seinem Wohnort, um die Polizei und die Bevölkerung nicht nur auf die Special-Olympics-Bewegung und ihr Programm aufmerksam zu machen, sondern auch um alle für die Bedürfnisse der geistig beeinträchtigten Mitbürgerinnen und Mitbürger zu sensibilisieren.

## Aktivitäten
2019 waren 1867 Athletinnen, Athleten und Unified Partner (nicht beeinträchtigte Sportlerinnen und Sportler) sowie 114 Sporttrainer bei Special Olympics Cyprus registriert. Der Sportbund konnte folgende Sportarten anbieten: Leichtathletik, Schwimmen, Radsport, Fußball,  Basketball, Turnen, Gymnastik, Bowling, Boccia, Floor Ball, Floor Hockey, Tischtennis und Schneelauf. 2022 wurde beschlossen, dass auch Reiten als Sportart für geistig Beeinträchtigte angeboten werden soll.
Außerdem nahm Special Olympics Cyprus an den internationalen Programmen Athlete Leadership, Motor Activities Training Program, Law Enforcement Torch Run, Healthy Communities, Young Athletes, Unified Schools und Unified Champions Schools teil.

### Teilnahme an vergangenen Weltspielen
- 2007 Special Olympics World Summer Games, Shanghai, China (27 Athletinnen und Athleten)
- 2009 Special Olympics World Winter Games, Boise, USA (19 Athletinnen und Athleten)
- 2011 Special Olympics World Summer Games, Athen, Griechenland (50 Athletinnen und Athleten)
- 2013 Special Olympics World Winter Games, PyeongChang, Südkorea (24 Athletinnen und Athleten)
- 2015 Special Olympics World Summer Games, Los Angeles, USA (39 Athletinnen und Athleten)
- 2017 Special Olympics World Winter Games, Graz-Schladming-Ramsau, Österreich (22 Athletinnen und Athleten)
- 2019 Special Olympics World Summer Games, Abu Dhabi, Vereinigte Arabische Emirate (35 Athletinnen und Athleten)[6]
- 2025 Special Olympics World Winter Games, Turin, Italien (6 Athletinnen und Athleten)[7]

### Teilnahme an den Special Olympics World Summer Games 2023 in Berlin
Special Olympics Cyprus nahm an den Special Olympics World Summer Games 2023 teil. Die Delegation wurde vor den Spielen im Rahmen des Host Town Programs von Auerbach/Vogtland im Bundesland Sachsen betreut und bestand aus 57 Personen. Das Team gewann bei diesen Weltspielen acht Gold-, vierzehn Silber- und neun Bronzemedaillen.